# Kirchheim (Hessen)
Kirchheim település Németországban, Hessen tartományban. Lakosainak száma 3637 fő (2023. december 31.).

## Népesség
A település népességének változása:
| Lakosok száma | 3539 | 3553 | 3514 | 3614 | 3637 |
|               | 2017 | 2019 | 2021 | 2022 | 2023 |